# El Defensor de Granada
El Defensor de Granada va ser un diari espanyol d'ideologia liberal-progressista i editat a Granada entre finals del segle xix i el primer terç del segle xx. Va desaparèixer després de l'esclat de la Guerra Civil espanyola.
Des de 1907 va pertànyer a la Societat Editorial d'Espanya.

## Història
Fundat en 1880 per Luis Seco de Lucena Escalada, en la seva etapa inicial el diari va comptar amb el finançament i el suport valuós de José Genaro Villanova, ric empresari i polític granadí. El seu àmbit de difusió se circumscrivia a la ciutat de Granada. En 1907 es va unir a la Societat Editorial d'Espanya —posteriorment reconstituïda com a Societat Editora Universal—, empresa que ja era propietària d'altres destacats diaris d'àmbit nacional com El Imparcial o El Heraldo de Madrid.
El periòdic es va convertir en el principal portaveu del liberalisme, el laïcisme, la modernització del país i la regenaración política, la qual cosa li va proporcionar un ampli públic i li va permetre guanyar més influència que altres periòdics. En 1927 tenia un tiratge de 12.000 exemplars diaris, la qual cosa ho convertia en el periòdic més important de Granada. En l'àmbit periodístic local, en aquells dies els seus principals competidors eren el Noticiero Granadí, La Publicidad i en menor mesura La Gaceta del Sur.
En els últims dotze anys d'existència va ser dirigit per l'eminent escriptor i periodista Constantino Ruiz Carner, que també va destacar en la seva faceta política i va arribar a ser alcalde de Granada per un breu període. Després de la proclamació de la Segona República Espanyola, durant la dècada de 1930 El Defensor de Granada es va manifestar clarament com a simpatitzant pel nou règim. En aquests anys el seu principal rival periodístic va ser el diari Ideal, d'inspiració catòlica i conservadora.
Coincidint amb el començament de la Guerra Civil espanyola, el 20 de juliol de 1936 El Defensor de Granada va ser clausurat per mandat dels militars colpistes, sent les seves instal·lacions assaltades. La propietat va quedar confiscada per les forces revoltades. El seu director va ser detingut dies més tard, el 27 de juliol, i assassinat un dia sense determinar de principis d'agost de 1936. La repressió també arribà a un altre dels seus periodistes, Eufrasio Martín, l'esposa del qual va ser assassinada en lloc d'ell —per no trobar-se a Granada. La contesa va suposar, en definitiva, la desaparició del diari.

## Col·laboradors destacats
El periòdic va explicar al llarg de la seva existència amb la col·laboració de notables figures com Ángel Ganivet García, Paco Seco de Lucena, Francisco de Paula Valladar, Luis Fernández de Còrdoba, Federico Olóriz Aguilera, Constantino Ruiz Carner, Antonio Afán de Ribera, Francisco Javier Simonet, Nicolás María López, Ramón Noguera Bahamonde, Alberto Álvarez de Cienfuegos Cobos, Francisco de Paula Vila-Real, etc.